# Anneliese Thudt
Anneliese Thudt (n. 29 mai 1927, Sebeș – d. 24 ianuarie 2018, Sibiu) a fost filolog și scriitoare de limbă germană din România.

## Viața
A studiat filologie germană și română la Cluj și București. A lucrat la început ca învățătoare.
Din 1960 a făcut parte din colectivul de redacție a dicționarului dialectului săsesc din Transilvania, având un aport important la redactarea volumelor de la litera G până la litera R. În 1973, Anneliese Thudt a preluat conducera colectivului de redactare al dicționarului și a menținut-o până la pensionrea ei în 1986.

## Lucrări
- Anneliese Thudt, Gisela Richter, Der tapfere Ritter Pfefferkorn und andere siebenbürgische Märchen und Geschichten, Editura Kriterion, București, 1971